# Chrysomya varipes
Chrysomya varipes är en tvåvingeart som först beskrevs av Macquart 1851.  Chrysomya varipes ingår i släktet Chrysomya och familjen spyflugor. Inga underarter finns listade i Catalogue of Life.

## Bildgalleri

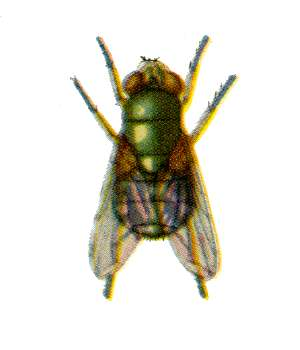